# Côme III d'Alexandrie
Côme III d'Alexandrie nommé  également Cosmas III est un  patriarche copte d'Alexandrie de   920/921 à 932/933

## Contexte
Cosmas III est désigné comme patriarche le 4e de Baramhat 636 A.M. du calendrier copte soit le 28 février 920 A.D. Après douze années de patriarcat il meurt le 3e Phaminoth de l'an 648 du calendrier copte c'est-à-dire le 27 février 932 A.D. mais selon Venance Grumel le 27 mars 933.

## Relations avec le royaume d'Aksoum
Cosmas ordonne parmi ses moines un métropolite du nom de Petros pour le Royaume d'Aksoum en Éthiopie, et l'y envoie. Le négus, identifié avec Degna Djan, le reçoit avec une grande joie. Peu de temps après, le roi tombe malade et sentant que sa fin est proche, il convoque ses deux fils et demande au métropolite l'abouna Petros de venir à lui. Le roi ôte sa couronne et la tendit au métropolite en disant : « Je m'en vais vers mon Seigneur le Christ et quiconque vous jugerez bon parmi mes fils de gouverner le royaume, intronisez-le !
Après la mort du souverain le métropolite et le conseil constatent que le fils cadet était plus apte à gouverner le royaume, alors ils le couronnèrent sous le nom de Del Na'od. Peu de temps après, un moine du monastère d'Anba Antonius a appelé Victor et avec lui un compagnon dénommé Menas arrivent en Éthiopie. Ils demandent de l'argent au métropolite qui refuse de le leur en donner. Le diable les incité à comploter contre lui. L'un d'eux revêt l'habit d'un évêque et l'autre celui de son disciple. Ils établissent une fausse lettre émanant du patriarche, aux nobles du gouvernement disant: 
```
Nous avons été informés qu'un homme trompeur appelé Petros est venu vers vous en prétendant que nous l'avons envoyé comme métropolite pour vous et il ment en cela. Celui qui vous apporte ce message est le légitime métropolite Menas. Nous avons également appris que Petros avait intronisé le fils cadet du roi à la place de son frère aîné, contre l'église et les lois civiques. A l'arrivée de ce message, vous devez exiler à la fois le métropolite et le roi, et considérer Menas, le porteur de notre message comme votre métropolite légitime et lui permettre d'introniser le fils aîné du roi
```

Les deux moines remettent la lettre falsifiée au fils aîné du roi 'Anbasa Wedem. Lorsqu'il en prend connaissance il assemble
le conseil et les nobles du gouvernement et la leur communique. Ils ordonnèrent l'exil du métropolite Petros et intronisent à sa place comme abouna  Menas. Ils déposent  ensuite le fils cadet et couronne son frère aîné. Néanmoins, un conflit éclate entre le faux métropolite et son assistant, qui profite de l'absence du métropolite et expulse ses serviteurs, pille tout ce qu'il trouve, rentre  en Égypte et devint musulman !
Lorsque la nouvelle parvint au pape Côme II, il s'afflige énormément. Il  envoie une lettre en l'Éthiopie excommuniant Menas le menteur. Le roi Negus indigné par les actes de ce dernier le tue. Il demande le retour du métropolite Petros de son exil, mais découvre qu'il est décédé. Le Patriarche d'Alexandrie, refuse d'ordonner un nouveau  Métropolite comme le feront également ses quatre successeurs.
Ernest Alfred Thompson Wallis Budge identifie ce patriarche d'Alexandrie de la tradition éthiopienne avec  Cosmas II (851-858)  Cependant, Taddesse Tamrat estime qu'il s'agit de Cosmas III.

## Bibliografia
- (it) Padri Benedettini della Congregazione di S.Mauro in Francia (trad. Giuseppe Pontini di Quero), L'Arte di verificare le date dei fatti storici delle inscrizioni delle cronache e di altri antichi monumenti dal principio dell'era cristiana fino all'anno 1770, vol. 2, Venezia, Tipografia Gatti (lire en ligne)
- (en) Otto Friedrich August Meinardus, Two Thousand Years of Coptic Christianity, Le Caire, American Univ in Cairo Press, 2002, 276 p. (ISBN 9774247574, lire en ligne)
- (en) « 1. The Departure of St. Cosmas, the Fifty-Eighth Pope of Alexandria. » (consulté le 27 décembre 2021)